# 古吉拉特裔馬來西亞人
古吉拉特裔馬來西亞人，是指本人或祖先是古吉拉特人的馬來西亞人。
他們最早在14世紀來到馬六甲蘇丹國，但他們在19世紀才作為一個族群來到馬來西亞，他們多以貿易為生。
他們多住在城市區，如乔治市和吉隆坡。